# 諏訪圏工業メッセ
諏訪圏工業メッセ（すわけんこうぎょうめっせ）は東洋のスイスといわれた長野県諏訪地域を中心に金属・電気・光学の機械装置や加工部品等の工業専門見本市である。

## 概要
2002年初開催から2022年までは諏訪湖イベントホール (旧東バル跡地)でおこなわれていたが、建物老朽化のため2023年から会場は岡谷市民総合体育館とテクノプラザおかやで開催することとなった。
入場者の事前予約不要（事前予約可能）、入場無料。
出展企業のブースでの展示やプレゼンテーションの他にセミナー・プレゼンテーション、家族ものづくり体験コーナー、諏訪メッセαマッチング工場見学ツアー、諏訪地域美術館・博物館協力による来場者特典などの関連イベントや記念講演会（要予約:2023年は岡谷市文化会館（カノラホール）にてソフトバンク専務執行役員の藤長国浩。2024年は岡谷市の諏訪湖環境研究センターホールにてTPR代表取締役社長兼COOの矢野和美。2025年は6月27日に諏訪市のホテル紅やにてキッツ取締役、代表執行役社長の河野誠の講演）が行われた。
2025年は「諏訪圏工業メッセ2025」が、日程を前倒しで6月26日から28日の3日間開催された。

## アクセス
岡谷市総合市民体育館（岡谷市南宮3－2－1　）地図
- 車 : 岡谷インターチェンジ（約10分） -　岡谷市民総合体育館 - （約10分）-　テクノプラザおかや（市営立体駐車場駐車）

テクノプラザおかや（岡谷市本町1-1-1）
- 徒歩 : 岡谷駅　-（徒歩約3分）-　テクノプラザおかや

※「テクノプラザおかや」と「岡谷市民総合体育館会場」移動にはシャトルバスを運行予定（途中の蚕糸博物館、イルフプラザで乗車下車可能）

### 後援
- 関東経済産業局、日本商工会議所、日本政策金融公庫、長野県信用保証協会、長野県商工会議所連合会、長野県商工会連合会、信州大学、諏訪地域金融団、諏訪地方観光連盟、日本経済新聞社松本支局、日刊工業新聞社、信州市民新聞グループ、信越放送、長野放送、テレビ信州、長野朝日放送、NHK長野放送局、エルシーブイ